# Barter 6
Barter 6 — мікстейп американського репера Young Thug, виданий лейблами Atlantic Records та 300 Entertainment 16 квітня 2015 р. Спочатку мав стати першим студійним альбомом, однак цього не сталося через юридичні проблеми. Дебютна платівка Hy!£UN35 має вийти 2015 року.

## Проблеми з назвою
Початкова назва Carter 6 натякала на продовження успішної серії альбомів Lil Wayne Tha Carter, випущених Cash Money Records. Це спричинило протиріччя, позаяк Tha Carter V Вейна неодноразово відкладали на тлі суперечки між ним і Cash Money, які, за повідомленнями, відмовилися видати альбом. Вейн згодом подав судовий позов на Cash Money, публічно розкритикував власника лейблу Birdman (наставника Young Thug). Репер також негативно відгукнувся про рішення назвати альбом Carter 6. Попри це Thug стверджував, що це не є виявом неповаги й що Вейн є його «кумиром». Через загрозу позову за кілька днів до релізу Thug сповістив про перейменування на Barter 6, відповідно до типової практики банди Bloods замінювати літеру «C» на «B». Пізніше репер підсилив суперечку анонсувавши перший виступ на підтримку мікстейпу у Голліґроув, Новий Орлеан, одному з районів, де ріс Вейн.

## Результати продажу
Barter 6 посів 22-гу сходинку Billboard 200 з 19 тис. еквівалентних альбомних одиниць за перший тиждень (з них чистих копій — 17 тис.).

## Список пісень
| #   | Назва                                         | Автор                                             | Продюсер(и)                    | Тривалість |
| --- | --------------------------------------------- | ------------------------------------------------- | ------------------------------ | ---------- |
| 1.  | «Constantly Hating» (з участю Birdman)        | Джеффрі Вільямс Браян Вільямс                     | Wheezy                         | 4:27       |
| 2.  | «With That» (з участю Duke)                   | Дж. Вільямс Дьюк Арнольд                          | London on da Track             | 3:22       |
| 3.  | «Can't Tell» (з участю T.I. та Boosie Badazz) | Дж. Вільямс Кліффорд Гарріс-молодший Торренс Гетч | London on da Track             | 6:08       |
| 4.  | «Check»                                       | Дж. Вільямс                                       | London on da Track             | 3:50       |
| 5.  | «Never Had It» (з участю Young Dolph)         | Дж. Вільямс Адольф Торнтон-молодший               | Wheezy                         | 4:14       |
| 6.  | «Dream» (з участю Yak Gotti)                  | Дж. Вільямс                                       | Wheezy                         | 3:01       |
| 7.  | «Dome» (з участю Duke)                        | Дж. Вільямс Д. Арнольд                            | Wheezy                         | 3:51       |
| 8.  | «Halftime»                                    | Дж. Вільямс                                       | Kip Hilson                     | 3:46       |
| 9.  | «Amazing» (з участю Jacquees)                 | Дж. Вільямс Родріґез Броуднекс                    | Wheezy                         | 3:38       |
| 10. | «Knocked Off» (з участю Birdman)              | Дж. Вільямс Б. Вільямс                            | Wheezy Ricky Racks (співпрод.) | 3:16       |
| 11. | «OD»                                          | Дж. Вільямс                                       | Wheezy                         | 4:45       |
| 12. | «Numbers»                                     | Дж. Вільямс                                       | London on da Track             | 3:27       |
| 13. | «Just Might Be»                               | Дж. Вільямс                                       | Wheezy                         | 3:53       |

Примітки
- «Amazing» містить семл із «September» у вик. Earth, Wind & Fire.

## Чартові позиції
| Чарт (2015)               | Найвища позиція |
| ------------------------- | --------------- |
| UK R&B Albums             | 24              |
| США                       | 22              |
| US Top R&B/Hip-Hop Albums | 5               |

## Нагороди
| Публікація     | Список                                | Рік  | Позиція |
| -------------- | ------------------------------------- | ---- | ------- |
| NME            | «Альбоми 2015 року за NME»            | 2015 | 44      |
| Pitchfork      | «50 найкращих альбомів 2015»          | 2015 | 14      |
| Tiny Mix Tapes | «2015: 50 улюблених музичних релізів» | 2015 | 2       |